# La Montañita (kommun)
La Montañita är en kommun i Colombia.   Den ligger i departementet Caquetá, i den sydvästra delen av landet, 400 km söder om huvudstaden Bogotá. Antalet invånare är 22 181. Arean är 1 484 kvadratkilometer.
Terrängen i La Montañita är varierad.